# ساوت فورک استیتس (تگزاس)
ساوت فورک استیتس (به انگلیسی: South Fork Estates) یک منطقهٔ مسکونی در ایالات متحده آمریکا است که در شهرستان جیم هاگ، تگزاس واقع شده‌است. ساوت فورک استیتس ۸٫۷ کیلومتر مربع مساحت و ۴۷ نفر جمعیت دارد و ۱۸۵ متر بالاتر از سطح دریا واقع شده‌است.